# دم‌دراز بهشتی
دم‌دراز بهشتی (نام علمی: Astrapia) نام یک سرده از تیره مرغ بهشت است.

## گونه‌ها
- دم‌دراز بهشتی ارفک, Astrapia nigra
- دم‌دراز بهشتی باشکوه, Astrapia splendidissima
- دم‌دراز بهشتی دم‌نواری, Astrapia mayeri
- دم‌دراز بهشتی پرنسس استفانی, Astrapia stephaniae
- دم‌دراز بهشتی هوئون, Astrapia rothschildi